# Список умерших в 731 году

## Январь
- 13 января — Бертвальд, 8-й архиепископ Кентерберийский (693—731).

## Февраль
- 11 февраля — Григорий II, Папа Римский (715—731).
- 27 февраля — Кюль-тегин (45), политический и военный деятель Второго Восточно-тюркского каганата, соправитель Бильге-кагана, сын Кутлуг-Эльтериш-кагана.

## Март
- 17 марта — Геральд из Майо, святой игумен из Майо.

## Дата смерти неизвестна или требует уточнения
- Барджиль, хазарский принц и военачальник, сын правящего кагана.
- Намбад, епископ Уржеля.
- Отомо-но Табито, японский поэт, сын поэта Отомо-но Ясумаро и отец знаменитого поэта Отомо-но Якамоти, составителя антологии «Манъёсю».
- Рагенфред, майордом Нейстрии (714—719), герцог Анжера (719—731).